# 佐藤善仁 (政治家)
佐藤 善仁（さとう よしひと、1957年10月18日 - ）は、日本の政治家。岩手県一関市長（1期）。

## 来歴
岩手県一関市出身。岩手県立一関第一高等学校・明治大学経営学部を卒業。1984年一関市役所に入る。市役所では収納課長、企画振興部次長兼企画調整課長、企画振興部長、市長公室長、総務部長などを経て、2017年から2期4年2カ月余り副市長を務める。2021年9月に行われた市長選挙に立候補し、無投票で当選した。